# De ti sin mí - De mí sin ti
De ti sin mí - De mí sin ti è il quarto album del duo indie pop Delafé y Las Flores Azules, prodotto dalla Warner Music nel 2013. L'album è formato da parti, divise nei dischi 'De ti sin mí' e 'De mí sin ti'.

## Tracce

### De ti sin mí
1. Volvemos a empezar de cero
2. Intento
3. De ti sin mí
4. Mientras beso a mi chico en la arena
5. Qué sentido tendría
6. Cielo
7. No te dejaré nunca más
8. Nadie va a pararnos mientras no dejemos de cumplir años
9. Cuando las cosas se tuerzan
10. Portugal
11. Copatropadiscokeshimonasteterfimasterdial

### De mí sin ti
1. Tesoro
2. Verte eternamente
3. De mí sin ti
4. Cuando esto estalle
5. Echo de menos
6. Verde
7. La quimera que se avecina
8. No hay cruz que no brille a la luz
9. Los días en globo
10. Vacaciones de amar
11. Fiesta